# Neaxius frankeae
Neaxius frankeae is een tienpotigensoort uit de familie van de Strahlaxiidae. De wetenschappelijke naam van de soort is voor het eerst geldig gepubliceerd in 1992 door Lemaitre & Ramos.